# Bahnhof Bruck an der Mur
Bahnhof Bruck an der Mur vasútállomás Ausztriábanban, Bruck an der Mur városban.

## Vasútvonalak
Az állomást az alábbi vasútvonalak érintik:
- Südbahn
- Bruck an der Mur–Leoben-vasútvonal

## Kapcsolódó állomások
A vasútállomáshoz az alábbi állomások vannak a legközelebb:
- Pernegg railway station
- train station Niklasdorf
- Kapfenberg railway station